# Хіросіма (аеропорт)
Аеропорт Хіросіма (яп. 広島空港, ひろしまくうこう, хіросіма куко; англ. Hiroshima Airport) — державний вузловий міжнародний аеропорт у Японії, розташований у місті Міхара префектури Хіросіма. Розпочав роботу з 1993 року. Спеціалізується на внутрішніх та міжнародних авіаперевезеннях. Паралельно використовується як летовище Берегової охорони Японії.